# Allium yongdengense
Allium yongdengense  (лат.) — вид однодольных растений рода Лук (Allium) семейства Амариллисовые (Amaryllidaceae). Впервые описан ботаником Си Цземэем в 1980 году.

## Распространение и среда обитания
Эндемик Китая, встречающийся в провинции Ганьсу (отсюда же типовой экземпляр) и на востоке провинции Цинхай.

## Ботаническое описание
Луковичный геофит.
Луковицы цилиндрические, диаметром 0,3—0,5 см, с серо-коричневой шелухой.
Соцветие — зонтик, несущий по нескольку цветков с пурпурно-красным околоцветником.
Цветёт и плодоносит в августе и сентябре.